# Marennes-Hiers-Brouage
Marennes-Hiers-Brouage [maʁɛn jɛʁs bʁuaʒ] est une commune nouvelle du sud-ouest de la France, située dans le département de la Charente-Maritime en région Nouvelle-Aquitaine, créée le 1er janvier 2019. Elle résulte de la fusion des anciennes communes de Marennes et de Hiers-Brouage.

## Géographie

### Communes limitrophes
| Océan Atlantique      | Moëze                  | Beaugeay           |
| Bourcefranc-le-Chapus | Marennes-Hiers-Brouage | Saint-Jean-d'Angle |
| Océan Atlantique      | La Tremblade           | Saint-Just-Luzac   |

## Urbanisme

### Typologie
Au 1er janvier 2024, Marennes-Hiers-Brouage est catégorisée petite ville, selon la nouvelle grille communale de densité à 7 niveaux définie par l'Insee en 2022.
Elle appartient à l'unité urbaine de Marennes-Hiers-Brouage, une agglomération intra-départementale dont elle est ville-centre,. Par ailleurs la commune fait partie de l'aire d'attraction de Marennes-Hiers-Brouage, dont elle est la commune-centre,. Cette aire, qui regroupe 3 communes, est catégorisée dans les aires de moins de 50 000 habitants,.
La commune, bordée par l'océan Atlantique, est également une commune littorale au sens de la loi du 3 janvier 1986, dite loi littoral. Des dispositions spécifiques d’urbanisme s’y appliquent dès lors afin de préserver les espaces naturels, les sites, les paysages et l’équilibre écologique du littoral, tel le principe d'inconstructibilité, en dehors des espaces urbanisés, sur la bande littorale des 100 mètres, ou plus si le plan local d’urbanisme le prévoit.

### Risques majeurs
Le territoire de la commune de Marennes-Hiers-Brouage est vulnérable à différents aléas naturels : météorologiques (tempête, orage, neige, grand froid, canicule ou sécheresse), inondations, mouvements de terrains et séisme (sismicité modérée). Il est également exposé à un risque technologique,  le transport de matières dangereuses. Un site publié par le BRGM permet d'évaluer simplement et rapidement les risques d'un bien localisé soit par son adresse soit par le numéro de sa parcelle.

#### Risques naturels
La commune fait partie du territoire à risques importants d'inondation (TRI) du littoral charentais-maritime, regroupant 40 communes concernées par un risque de submersion marine de la zone côtière, un des 21 TRI qui ont été arrêtés fin 2012 sur le bassin Adour-Garonne et confirmé en 2018 lors du second cycle de la Directive inondation, mais annulé en 2020. Les submersions marines les plus marquantes des XXe et XXIe siècles antérieures à 2019 sont celles liées à la tempête du 9 février 1924, à la tempête du 15 février 1957, aux tempêtes Lothar et Martin des 26 et 27 décembre 1999 et à la tempête Xynthia des 27 et 28 février 2010. D’une violence exceptionnelle, la tempête Xynthia a fortement endommagé le littoral de la Charente Maritime : douze personnes ont perdu la vie (essentiellement par noyade), des centaines de familles ont dû être relogées, et, sur un linéaire de l’ordre de 400 km de côte et de 225 km de défenses contre la mer, environ la moitié de ces ouvrages a subi des dommages plus ou moins importants. C’est environ 5 000 à 6 000 bâtiments qui ont été submergés et 40 000 ha de terres agricoles. La commune a été reconnue en état de catastrophe naturelle au titre des dommages causés par les inondations et coulées de boue survenues en 1982, 1999 et 2010,.

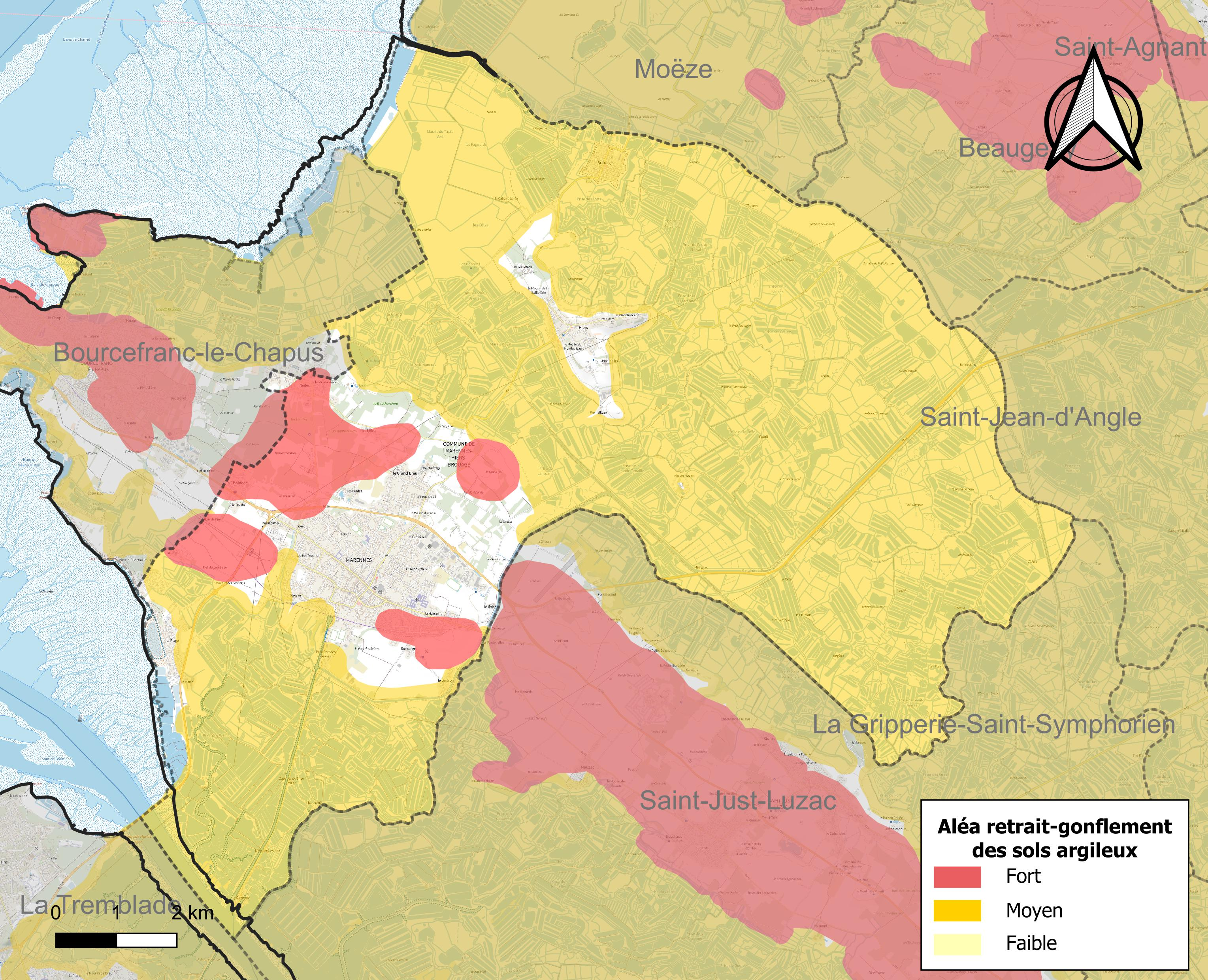
Carte des zones d'aléa retrait-gonflement des sols argileux de Marennes-Hiers-Brouage.

Les mouvements de terrains susceptibles de se produire sur la commune sont des tassements différentiels.
Le retrait-gonflement des sols argileux est susceptible d'engendrer des dommages importants aux bâtiments en cas d’alternance de périodes de sécheresse et de pluie. 86,3 % de la superficie communale est en aléa moyen ou fort (54,2 % au niveau départemental et 48,5 % au niveau national). Sur les 3 418 bâtiments dénombrés sur la commune en 2019,  943 sont en aléa moyen ou fort, soit 28 %, à comparer aux 57 % au niveau départemental et 54 % au niveau national. Une cartographie de l'exposition du territoire national au retrait gonflement des sols argileux est disponible sur le site du BRGM,.
Par ailleurs, afin de mieux appréhender le risque d’affaissement de terrain, l'inventaire national des cavités souterraines permet de localiser celles situées sur la commune.
Concernant les mouvements de terrains, la commune a été reconnue en état de catastrophe naturelle au titre des dommages causés par la sécheresse en 1989, 1991, 2003, 2005, 2011 et 2018 et par des mouvements de terrain en 1999 et 2010.

#### Risques technologiques
Le risque de transport de matières dangereuses sur la commune est lié à sa traversée par une ou des infrastructures routières ou ferroviaires importantes ou la présence d'une canalisation de transport d'hydrocarbures. Un accident se produisant sur de telles infrastructures est susceptible d’avoir des effets graves sur les biens, les personnes ou l'environnement, selon la nature du matériau transporté. Des dispositions d’urbanisme peuvent être préconisées en conséquence.

## Toponymie

### Marennes
Les mentions anciennes de la localité sont : loco qui dicitur Maritimus en 1047, Petro de Maremnia, Johanne de Maremnia v.1130, locus qui dicitur Maritimus 1141, ecclesiam Sancti Saturni cum terra que dicitur Maremnia en 1153, priorissa de Marennia en 1171, Marennia en 1184, de Maremnia en 1220, terris, pratis et paludibus quisdam in Maremnia, in Marempnia en 1246, Saint Saturnin en Marempne en 1267, in Marempnia 1315, Marempina en 1374
E. Nègre propose comme étymologie que Marennes est en langue d'oïl "(un terrain) en bord de mer > un marais situé près de la mer". Comme le montre la première occurrence en 1047, il dériverait du croisement entre lat. maritimus "rivage de mer" et marinus "de mer, détrempé, salé?", de sens voisins.
La ville tire son nom de l'ancienne presqu'île qui s'étendait à l'époque romaine du Chapus jusqu'au Gua, enserrée entre les golfes de Brouage et de la Seudre. Cette presqu'île se nommait Terra Maritimensis, désignant une terre entourée par la mer. Les environs de Marennes furent également connus comme Pagus Maritimensis, le pays de la mer.
Au Moyen Âge, la ville se nommait Saint-Pierre-de-Sales, Marennes étant le nom de la presqu'île comprise entre la Brouage (un bras de mer aujourd'hui transformé en marais) et la Seudre. Par la suite, Marennes devint également le nom de sa capitale.

### Brouage
La Brouage était le nom d'un ancien bras de mer issu du comblement progressif de l'ancien golfe des Santons. Longtemps ouvert à la navigation, il s'étendait jusqu'à l'ancienne ville et châtellenie de Broue, dont seuls témoignent les ruines du donjon médiéval, la tour de Broue. L'accentuation du phénomène d'envasement conduisit à la transformation du bras de mer en marais-gâts, provoquant par là même la ruine de la place forte.
Le terme broue désigne également la vase bleutée que découvre la mer.

## Histoire
La commune naît de la fusion entre de Marennes et Hiers-Brouage qui est actée par un arrêté préfectoral du 27 novembre 2018.

## Politique et administration

### Administration municipale
| Nom              | Code Insee | Intercommunalité         | Superficie (km2) | Population (dernière pop. légale) | Densité (hab./km2) |
| ---------------- | ---------- | ------------------------ | ---------------- | --------------------------------- | ------------------ |
| Marennes (siège) | 17219      | CC du Bassin de Marennes | 20,09            | 5 647 (2016)                      | 281                |
| Hiers-Brouage    | 17189      | CC du Bassin de Marennes | 31,35            | 626 (2016)                        | 20                 |

### Liste des maires
| Période         | Période         | Identité         | Étiquette | Qualité |
| --------------- | --------------- | ---------------- | --------- | --- |
| 7 janvier 2019  | 23 octobre 2020 | Mickaël Vallet   | PS        | Secrétaire des affaires étrangères en service détaché Conseiller départemental du canton de Marennes (2015 → ) Président du Pays Marennes-Oléron (2008 → ) Maire de Marennes (2008 → 2018) Réélu pour le mandat 2020-2026 |
| 23 octobre 2020 | En cours        | Claude Balloteau | DVG       | Institutrice retraitée Maire déléguée de Marennes (2020 → ) |

## Population et société

### Démographie
L'évolution du nombre d'habitants est connue à travers les recensements de la population effectués dans la commune depuis sa création.

En 2022, la commune comptait 6 148 habitants, en évolution de −1,99 % par rapport à 2016 (Charente-Maritime : +4,04 %, France hors Mayotte : +2,11 %).
| 2016  | 2021  | 2022  |
| ----- | ----- | ----- |
| 6 273 | 6 175 | 6 148 |

## Lieux et monuments
- Place-forte de Brouage.
- Église Saint-Pierre.
- Église Saint-Pierre-et-Saint-Paul.
- Anciens couvents des Récollets et des Sœurs de la Charité.
- Château de La Gataudière.
- Cité de l'Huître.

### Cultes
Le culte protestant se célèbre au Temple protestant de l'Église Unie.